# 20835 Eliseadcock
20835 Eliseadcock è un asteroide della fascia principale. Scoperto nel 2000, presenta un'orbita caratterizzata da un semiasse maggiore pari a 2,6569439 UA e da un'eccentricità di 0,1117775, inclinata di 4,29653° rispetto all'eclittica.